# Camptoloma erythropygum
Camptoloma erythropygum är en fjärilsart som beskrevs av Felder och Alois Friedrich Rogenhofer 1868. Camptoloma erythropygum ingår i släktet Camptoloma och familjen björnspinnare. Inga underarter finns listade i Catalogue of Life.